# Никос Казандзакис
Никос Казандзакис (на гръцки: Νίκος Καζαντζάκης) е гръцки писател, поет, драматург и мислител.
Приеман за най-важния гръцки писател и философ на 20 век, той получава световна известност след филмирането на романа му „Алексис Зорбас“ под името „Зорба гъркът“ през 1964 г. с Антъни Куин в главната роля.
Бил е номиниран за Нобелова награда за литература в девет различни години.

## Биография
Никос Казандзакис е роден на 18 февруари 1883 г. в Ираклион, Крит, днешна Гърция, тогава в Османската империя.
Той е сред най-талантливите гръцки писатели. Автор е на есета, новели, поеми, трагедии, пътеводители и преводи на класически произведения като „Божествена комедия“ на Данте и „Фауст“ на Гьоте. Както своя герой Одисей (от епическата поема „Одисея“, съдържаща 33 333 стиха и публикувана през 1938 г.), Казандзакис прекарва по-голямата част от артистичния си живот извън Гърция – изключение правят годините на Втората световна война. Някои от произведенията му са свързани с историята и културата на неговата родина и с мистичната връзка между Бога и човека. През 1957 г. Казандзакис не спечелва Нобелова награда заради един-единствен глас – печели я френският писател Албер Камю. По-късно Камю казва, че Казандзакис заслужава тази чест „сто пъти повече“ от него самия.
Баща му е Михалис Казандзакис, фермер и търговец на фураж, а майка му се казва Мария. След Критското въстание семейството бяга в Пирея, където намира убежище за 6 месеца. На шестгодишна възраст Казандзакис вече е принуден да води живот на бежанец.
Писателят е отгледан сред селяни и въпреки че напуска Крит много млад, в своите произведения той често се връща към бащината си земя. Посещава Францисканското училище на Свещения кръст в Наксос, където научава френски и италиански. След възстановяването на мира през 1899 г., Казандзакис се връща в родния си град и завършва гимназия в Ираклион (1899 – 1902). През есента на 1902 г. заминава за Атина, където се записва да следва право. Учи 4 години в Атинския университет, където през 1906 г. завършва като доктор по право. Първата му книга „Драконът и лилията“ е публикувана също през 1906 г.
През октомври 1907 г. Казандзакис заминава за Париж, където продължава юридическото си образование, а до 1909 г. следва и философия в известния Колеж дьо Франс в Париж при Анри Бергсон. Тук младият автор развива и задълбочава ницшеанските си възгледи. През периода 1910 – 1930 г. пише пиеси, стихове и пътеводители. Пътува често до Китай, Япония, Русия, Англия и Испания. Първият роман на Казандзакис „Тода-Раба“ е публикуван на френски, когато той е 51-годишен.
Писателят прекарва много време, работейки в обществения сектор. През 1919 г. става директор на гръцкото министерство на социалните грижи. Подава оставка от поста през 1927 г. Въпреки че никога не е бил член на комунистическата партия, през младостта си Казандзакис симпатизира на левите идеи, дори е удостоен с Ленинска награда за мир. Но след тригодишно пътуване в Съветския съюз се разочарова от болшевишките идеи.
Преди Втората световна война Казандзакис се установява на о. Егина, а през 1948 г. се премества в Антиб, Южна Франция. След войната работи като министър в Гръцкото правителство на Егина, а през периода 1947 – 1948 г. работи за ЮНЕСКО. Умира от левкемия на 26 октомври 1957 г. във Фрайбург, Германия. Тялото му е транспортирано по земя от Фрайбург до Атина, а след това по въздух от Атина до Ираклион, където е погребано в парка на Бастион мартинес. На гроба на писателя стои голям дървен кръст със следната епитафия: „Не се надявам на нищо, не се страхувам от нищо. Аз съм свободен.“